# Eupilaria annulipes
Eupilaria annulipes är en tvåvingeart som först beskrevs av Enrico Adelelmo Brunetti 1918.  Eupilaria annulipes ingår i släktet Eupilaria och familjen småharkrankar. Inga underarter finns listade i Catalogue of Life.